# Læsernes Bogpris
Læsernes Bogpris er en litteraturpris indstiftet af Danmarks Biblioteksforening og Berlingske i 2003 og videreført af Danmarks Biblioteksforening. Med prisen følger 50.000 kr.
Årets nominerede bøger udvalgtes tidligere af Berlingskes litteraturredaktør, Søren Kassebeer, og Danmarks Biblioteksforening. Vinderne kåres vha. elektronisk afstemning blandt brugere af bibliotekerne og tidligere også af 
Berlingskes læsere. Afstemningssiden er åben i tre uger.

## Modtagere og nominerede
| År   | Prismodtager                  | Titel                                           | Nominerede |
| 2024 | Mathilde Walter Clark         | Det blinde øje                                  | Amina Elmi for Barbar Sara Rahmeh for Betonhjerter Katrine Marie Guldager for Birgithe med th Kim Blæsbjerg for De bedste familier Helle Helle for Hafni fortæller Kirsten Thorup for Mørket bag dig Mich Vraa for Under en anden himmel Nicklas Brendborg for Vanedyr Jakob Martin Strid for Den fantastiske bus |
| 2023 | Benjamin Koppel               | Annas sang                                      | Stine Askov for Nøjsomhed Glenn Bech for Jeg anerkender ikke længere jeres autoritet Katrine Engberg for Det brændende blad Sarah Engell for Skoven Niels Frank for Fanden tage dig Lykke Friis for Tårernes Europa Tine Høeg for Sult Iben Mondrup for Vittu Sanne Munk Jensen & Kim Fupz Aakeson for Au pair |
| 2022 | Gry Jexen                     | Kvinde kend din historie - Spejl dig i fortiden | Iben Albinus for Damaskus Caspar Eric for Vi kan gøre meget Kim Leine for Efter Åndemaneren Johanne Mygind for Kærlighedens år Dorthe Nors & Henrik Saxgren for En linje i verden Morten Pape for I ruiner Søren Ulrik Thomsen for Store Kongensgade 23 Anne-Marie Vedsø Olesen for Vølvens vej - Snehild Jesper Wung-Sung for Kvinde set fra ryggen |
| 2021 | Jesper Stein                  | Rampen                                          | Karoline Stjernfelt for I morgen bliver bedre – Dronningen Olga Ravn for Mit arbejde Stine Pilgaard for Meter i sekundet Iben Mondrup for Tabita Birgithe Kosovic for Det, du ikke vil vide Ida Jessen for Kaptajnen og Ann Barbara Henning Jensen for Gennem glasvæggen Lone Frank for Størst af alt – om kærlighedens natur Søren R. Fauth for Moloch – en fortælling om mit raseri                                                                          |
| 2020 | Maren Uthaug                  | En lykkelig slutning                            | Maren Uthaug for En lykkelig slutning Kristian Bang Foss for Frank vender hjem Jeanette Varberg for Viking – Ran, ild og sværd Mette Moestrup for Til den smukkeste Thomas Korsgaard for Tyverier Thomas Rydahl og A.J. Kazinski for Mordet på en havfrue Kaspar Colling Nielsen for Dengang dinosaurerne var små Dy Plambeck for Til min søster Lars Bisgaard for Christian 2. En biografi Ditte Wiese for Og så drukner jeg                                  |
| 2019 | Jens Andersen                 | Kim Larsen - mine unge år                       | Knud Romer for Kort over paradis Alberte Winding for Kastevind - Erindringsglimt fra en barndom Thomas Korsgaard for En dag vil vi grine af det Malene Sølvsten for Ravnenes hvisken - bog 3 Jens Andersen for Kim Larsen - Mine unge år Svend Brinkmann for Det sørgende dyr Lone Hørslev for Dagene er data Anne-Cathrine Riebnitzsky for Smaragdsliberen Theis Ørntoft for Solar Niels Wium Olesen for De danske ministerier - Poul Schlüters tid 1982-1993 |
| 2018 | Sara Omar                     | Dødevaskeren                                    | Naja Marie Aidt for Har døden taget noget fra dig så giv det tilbage Vita Andersen for Indigo Caroline Albertine Minor for Velsignelser Kaare Dybvad Bek for De lærdes tyranni Svend Åge Madsen for Af den anden verden Thomas Bredsdorff for Tøsne og forsytia Steffen Jacobsen for Da blev jeg døden Ritt Bjerregaard for Valgt – erindringer II Maren Uthaug for Hvor der er fugle                                                                          |
| 2017 | Abdel Aziz Mahmoud            | Hvor taler du flot dansk!                       | Olga Ravn for Den hvide rose Merete Pryds Helle for Folkets skønhed Christina Hesselholdt for Vivian Dorthe Nors for Spejl, skulder, blink Daniel Dencik for Grand Danois Thomas Rydahl for De savnede Malene Sølvsten for Ravnenes hvisken Søren Ulrik Thomsen for En hårnål klemt inde bag panelet Jørn Brøndal for Det sorte USA |
| 2016 | Carsten Jensen                | Den første sten                                 | Bjørn Rasmussen for Ming Niels Lyngsø for Min ukendte bror Stine Pilgaard for Lejlighedssange Kirsten Hammann for Alene hjemme Ane Riel for Harpiks Lotte Kaa Andersen for Hambros Alle 7-9-13 Christine Lind Ditlevsen for Fredag, lørdag, søndag Kim Leine for Afgrunden Niels Bjerre-Poulsen for Vietnamkrigen |
| 2015 | Puk Damsgård                  | Hvor solen græder                               | Iben Mondrup for Godhavn Sarah Engell for 21 måder at dø Theis Ørntoft for Digte 2014 Dy Plambeck for Mikael Jesper Stein for Akrash Helle Helle for Hvis det er Bent Vinn Nielsen for Den svævende tankbestyrer Lone Hørslev for Dyrets år Jens Andersen for Denne dag, et liv |
| 2014 | Sissel-Jo Gazan               | Svalens graf                                    | Hans Joachim Offenberg for Myrer Bjørn Rasmussen for Pynt Yahya Hassan for Yahya Hassan Sanne Munk Jensen og Glenn Ringtved for Dig og mig ved daggry Kaspar Colling Nielsen for Den danske borgerkrig 2018-24 Erling Jepsen for Den sønderjyske farm Josefine Klougart for Om mørke Ida Jessen for Postkort til Annie Jan Sonnergaard for Otte opbyggelige fortællinger om kærlighed og mad og fremmede byer                                                  |
| 2013 | Christian Jungersen           | Du forsvinder                                   | Naja Marie Aidt for Sten saks papir Ursula Andkjær for Det 3.årtusindes hjerte Hans Hertel for PH - en biografi Jens Henrik Jensen for De hængte hunde Josefine Klougart for En af os sover Ulrik Langen for Det sorteste hjerte Kim Leine for Profeterne i Evighedsfjorden Anne Linnet for Testamentet Jakob Martin Strid for Den utrolige historie om den kæmpestore pære                                                                                    |
| 2012 | Hans Edvard Nørregård-Nielsen | Limfjorden. Stemmer og steder                   | Peter Bastian for Mesterlære. En livsfortælling Lars Frost for Skønvirke Kirsten Hammann for Se på mig Lone Hørslev for Sorg og camping Lene Kaaberbøl for Vildheks 3: Kimæras hævn Anne-Marie Mai for Hvor litteraturen finder sted 3 Søren Ulrik Thomsen for Rystet spejl Kirsten Thorup for Tilfældets gud Erik Valeur for Det syvende barn |
| 2011 | Tom Buk-Swienty               | Dommedag Als 29. juni 1864                      | Torben Bille for Yeah Yeah Yeah. En krønike om Beatles Thomas Boberg for Hesteæderne Suzanne Brøgger for Breve til Prinsen af Mogadonien Christina Hesselholdt for Camilla – og resten af selskabet Louis Jensen for 2 kroner og 25 øre Anne Lise Marstrand-Jørgensen for Hildegard II Erik A. Nielsen for Kingo Flemming Rose for Tavshedens tyranni Stephanie Surrugue for Enegænger – Portræt af en Prins                                                   |
| 2010 | Jussi Adler-Olsen             | Flaskepost fra P.                               | Naja Marie Aidt for Alting blinker Claus Bundgaard Christensen for Danskere på vestfronten 1914-1918 Jakob Ejersbo for Liberty Ida Jessen for Børnene Kim Leine for Tunu Merete Pryds Helle for Hej menneske Jakob Martin Strid for Strid Søren Ulrik Thomsen for Repremiere i mit indre mørke Dorrit Willumsen for Det søde med det sure |
| 2009 | Hanne-Vibeke Holst            | Dronningeofret                                  | Ursula Andkjær Olsen for Havet er en scene Jens Christian Grøndahl for Fire dage i marts Helle Helle for Ned til hundene Joakim Jakobsen for Tynd luft Ulrik Langen for Den afmægtige - en biografi om Chr. 7. Thomas Larsen og Finn Mortensen for Mærsk McKinney Møller Lars Movin for Beat Dy Plambeck for Texas´rose Susanne Staun for Mine piger |
| 2008 | Peter Øvig Knudsen            | Blekingegadebanden                              | Gretelise Holm for Nedtælling til mord Lasse Horne Kjældgaard for Sjælen efter døden Hanne Richardt Beck for Om så det gælder Sanne Munk Jensen for En dag skinner solen også på en hunds røv Jens Smærup Sørensen for Mærkedage Vagn Lundbye for Det nordiske testamente Ole Jensen for Historien om K.E. Løgstrup Morten Sabroe for Du som er i himlen Henrik Nordbrandt for Besøgstid                                                                       |
| 2007 | Leif Davidsen                 | Den ukendte hustru                              | Suzanne Brøgger for Sølve Merete Pryds Helle for Oh, Romeo Henrik Jensen for Det faderløse samfund Carsten Jensen for Vi, de druknede Pia Fris Laneth for Lillys Danmarkshistorie Ole Lange for Stormogulen Mette Moestrup for Kingsize Knud Romer for Den som blinker er bange for døden Ellen Wulff for Koranen |
| 2006 | Morten Ramsland               | Hundehoved                                      | Ursula Andkjær Olsen for Ægteskabet mellem vejen og udvejen Helle Helle for Rødby–Puttgarden Anne Marie Løn for Serafia Vibeke Grønfeldt for Mindet Ida Jessen for ABC Steen Andersen for De gjorde Danmark større. Danske entreprenører i krise og krig 1919–-1947 Tom Buk-Swienty for Den ideelle amerikaner. Om Jacob A. Riis Frederik Stjernfelt og Søren Ulrik Thomsen for Kritik af den negative opbyggelighed Ole Grünbaum for Bar røv i 60'erne        |
| 2005 | Bjarne Reuter                 | Løgnhalsen fra Umbrien                          | Jens Blendstrup for Gud taler ud Camilla Christensen for Paradis Jette Drewsen for Det inderste råstof Bent Jensen for I begyndelsen Erling Jepsen for Frygtelig lykkelig Christian Jungersen for Undtagelsen Janina Katz for Drengen fra dengang Peter Øvig Knudsen for Birkedal Johan de Mylius for Forvandlingens pris. H.C. Andersen og hans eventyr |
| 2004 | Jette A. Kaarsbøl             | Den lukkede bog                                 | Jens Andersen for H. C. Andersen Bo Lidegaard for Dansk udenrigspolitiks historie, bind 4: Overleveren Hanne Marie Svendsen for Unn fra Stjernestene Lene Kaaberbøl for Skammerkrigen Kirsten Thorup for Ingenmandsland Torben Jørgensen for Stiftelsen. Bødlerne fra aktion Reinhardt Henrik Lundtofte for Gestapo! Tysk politi og terror i Danmark 1940–45 Mette Winge for Fuglebal Niels Martinov for Henrik Stangerup                                      |